# Naryn (ville)
Pour les articles homonymes, voir Naryn.
Naryn (en kirghiz et en russe : Нарын) est une ville du Kirghizistan et le centre administratif de la province de Naryn. Elle est bâtie sur les rives de la Naryn, principal affluent du Syr-Daria, à 196 km au sud-est de Bichkek, la capitale du Kirghizistan. Sa population était estimée à 52 300 habitants en 2008.

## Population
La population de Naryn est essentiellement kirghize, sans compter la présence militaire russe le long de la frontière.
| 1897  | 1908 | 1970   | 1989   | 1999   |
| ----- | ---- | ------ | ------ | ------ |
| 1 100 | 900  | 21 000 | 42 110 | 40 049 |

## Économie
L'économie de la province est dominée par l'élevage (moutons, chevaux, yaks), avec la laine et la viande comme ressources principales. L'exploitation minière développée pendant l'ère soviétique a été abandonnée car peu rentable. Aujourd'hui on considère que la province de Naryn est la plus pauvre du pays. Elle possède pourtant de belles montagnes, des pâturages alpestres et le lac de Son-Kul, qui pendant les mois d'été attire de grands troupeaux de moutons et les chevaux avec leurs bergers et leur yourtes.

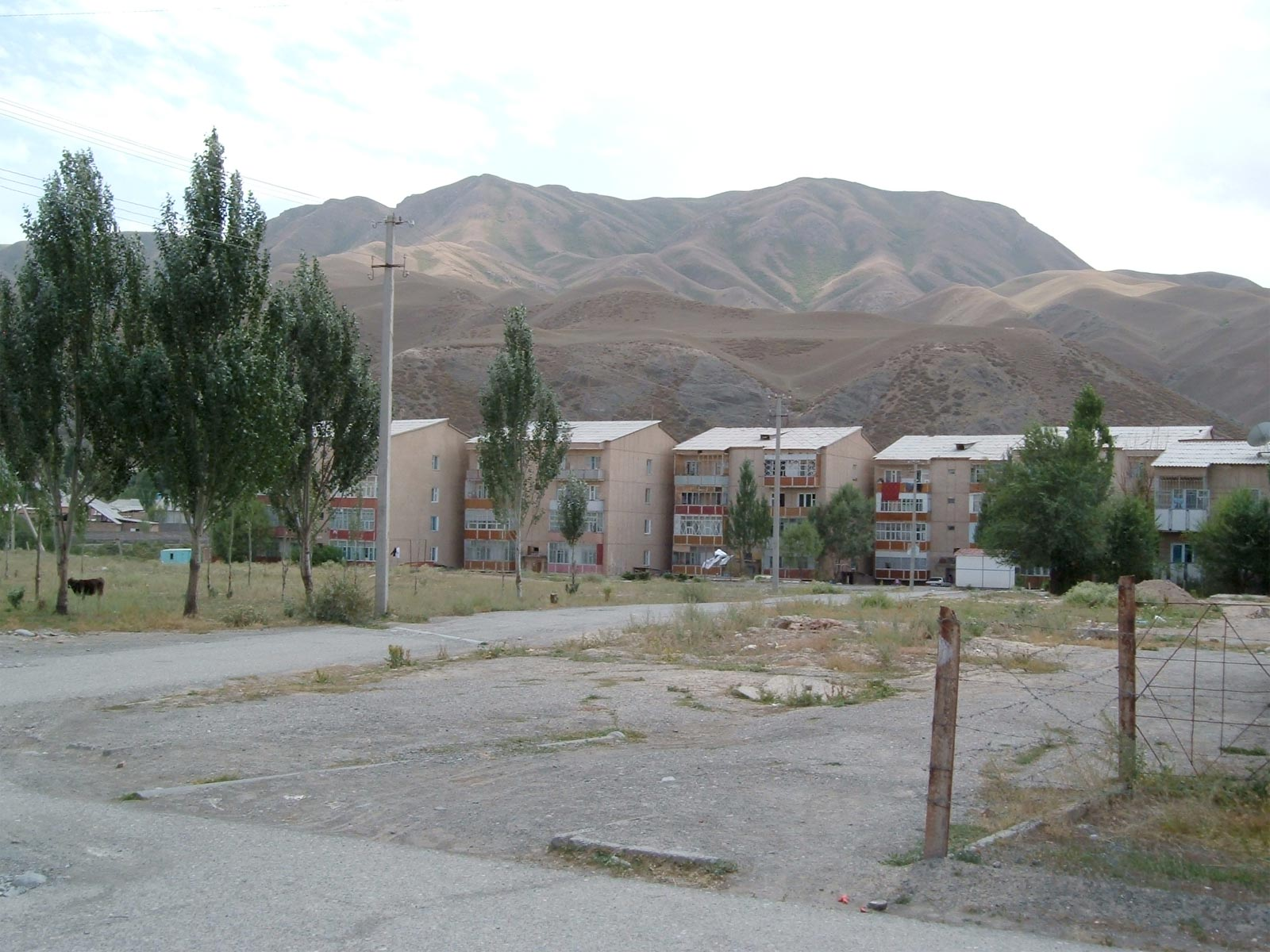

## Enseignement
Naryn accueille un des trois campus de l'Université d'Asie centrale, fondée en 2000 par les gouvernements du Kazakhstan, du Kirghizistan et du Tadjikistan, et par le prince Karim Aga Khan IV. L'Université est une institution privée, autonome, dont l'objectif est le développement socio-économique de l'Asie centrale. Le campus de Naryn se trouve au bord de la Naryn, à 12 km en aval de la ville.

## Transports
De Naryn, la route principale – une des branches de l'ancienne Route de la soie — mène au col de Torougart et à la Chine. C'est la principale route commerciale reliant le Kirghizistan à la Chine, qui doit être modernisée.

## Tourisme
La ville abrite deux musées régionaux et quelques hôtels. De Naryn, il est possible d'accéder à la réserve naturelle de Naryn.

## Climat
| Mois                                  | jan.       | fév.     | mars       | avril      | mai       | juin      | jui.      | août     | sep.      | oct.       | nov.       | déc.       | année     |
| ------------------------------------- | ---------- | -------- | ---------- | ---------- | --------- | --------- | --------- | -------- | --------- | ---------- | ---------- | ---------- | --------- |
| Température minimale moyenne (°C)     | −19,4      | −15,9    | −5,9       | 2,3        | 6,1       | 8,8       | 10,6      | 10,3     | 6,5       | 0,8        | −5,9       | −15,7      | −1,5      |
| Température moyenne (°C)              | −14,8      | −11      | −1,1       | 8,1        | 12,1      | 15,2      | 17,8      | 17,7     | 13,8      | 6,4        | −1,5       | −11,4      | 4,3       |
| Température maximale moyenne (°C)     | −8,7       | −5       | 4,4        | 14,4       | 18,7      | 22        | 25,3      | 25,4     | 21,5      | 13,6       | 4,8        | −5,7       | 10,9      |
| Record de froid (°C) date du record   | −37,9 1936 | −38 1929 | −27,6 1915 | −15,5 1943 | −5,7 1929 | −1 1983   | 0,6 1996  | 0,6 1996 | −7,4 1962 | −14,9 1987 | −29,2 1954 | −35,4 1935 | −38 1929  |
| Record de chaleur (°C) date du record | 5,3 2007   | 9,1 2010 | 20,5 2019  | 29,5 1971  | 29,6 1990 | 33,1 1961 | 36,9 1983 | 36 1997  | 31,4 1997 | 26,6 1959  | 19 2017    | 7,7 2013   | 36,9 1983 |
| Ensoleillement (h)                    | 135        | 145      | 178        | 210        | 246       | 292       | 320       | 316      | 274       | 218        | 156        | 122        | 2 612     |
| Précipitations (mm)                   | 9          | 15       | 22         | 35         | 65        | 66        | 44        | 24       | 14        | 17         | 16         | 13         | 340       |
| Nombre de jours avec précipitations   | 3,1        | 5,8      | 5,6        | 6,8        | 9,4       | 10        | 7,2       | 4,4      | 3,3       | 3,3        | 3,3        | 2,7        | 62,9      |
| Humidité relative (%)                 | 76         | 74       | 71         | 60         | 54        | 57        | 55        | 50       | 45        | 52         | 63         | 74         | 61        |

| Diagramme climatique                                  |           |           |           |           |         |            |            |           |           |           |             |
| J                                                     | F         | M         | A         | M         | J       | J          | A          | S         | O         | N         | D           |
| −8,7−19,49                                            | −5−15,915 | 4,4−5,922 | 14,42,335 | 18,76,165 | 228,866 | 25,310,644 | 25,410,324 | 21,56,514 | 13,60,817 | 4,8−5,916 | −5,7−15,713 |
| Moyennes : • Temp. maxi et mini °C • Précipitation mm |           |           |           |           |         |            |            |           |           |           |             |

## Galerie

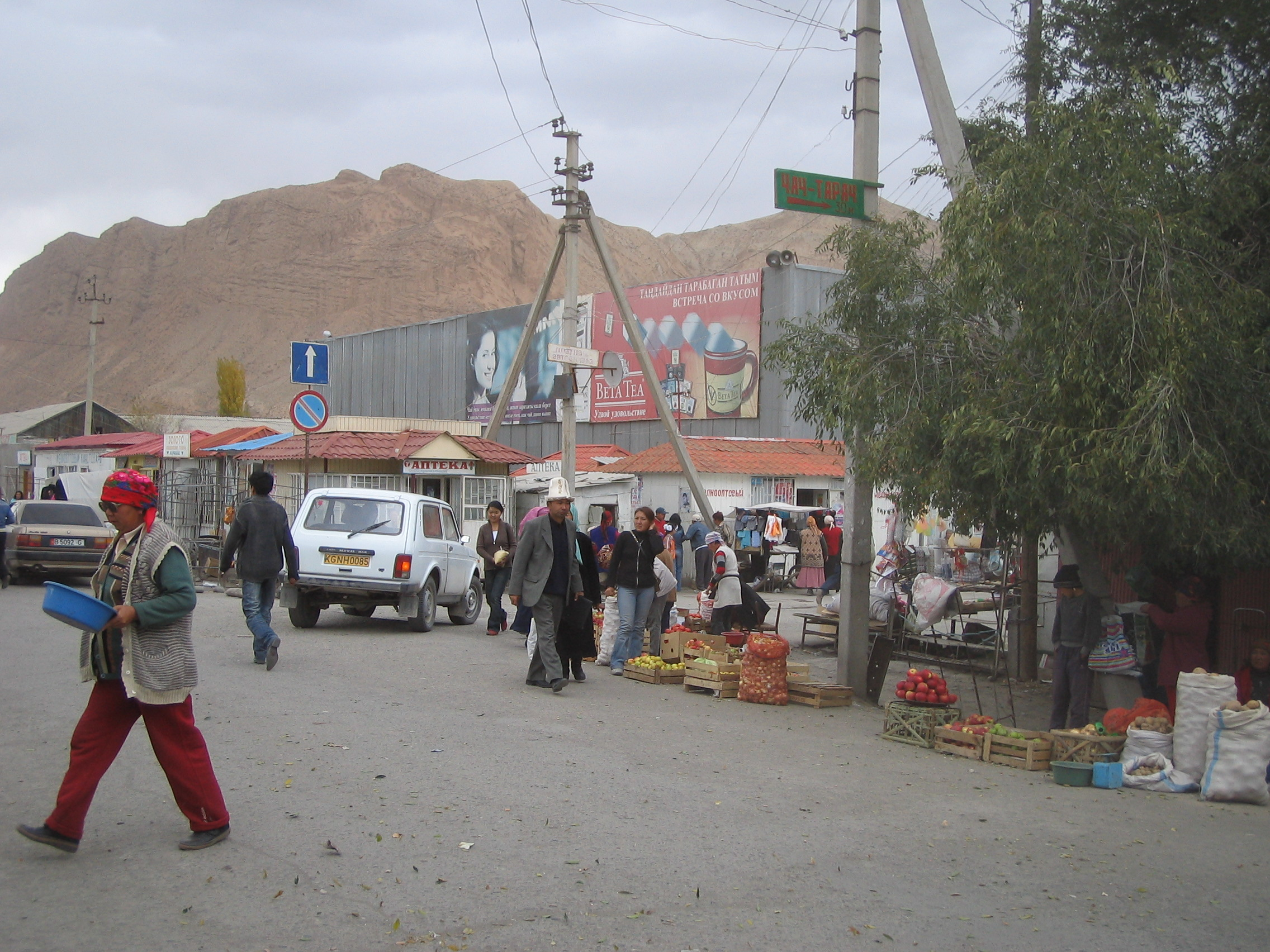
Marché de Naryn
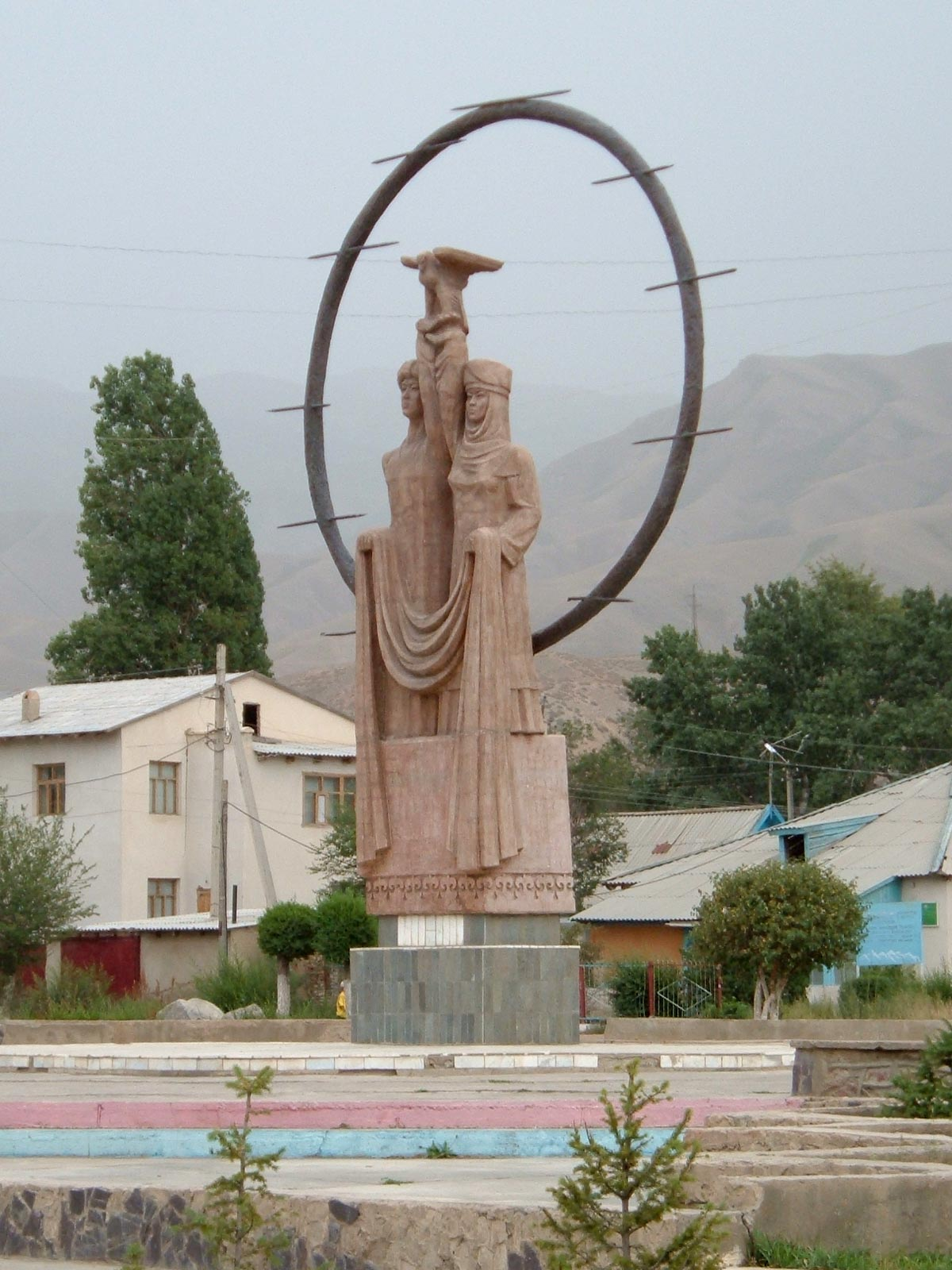
Statue sur la place centrale
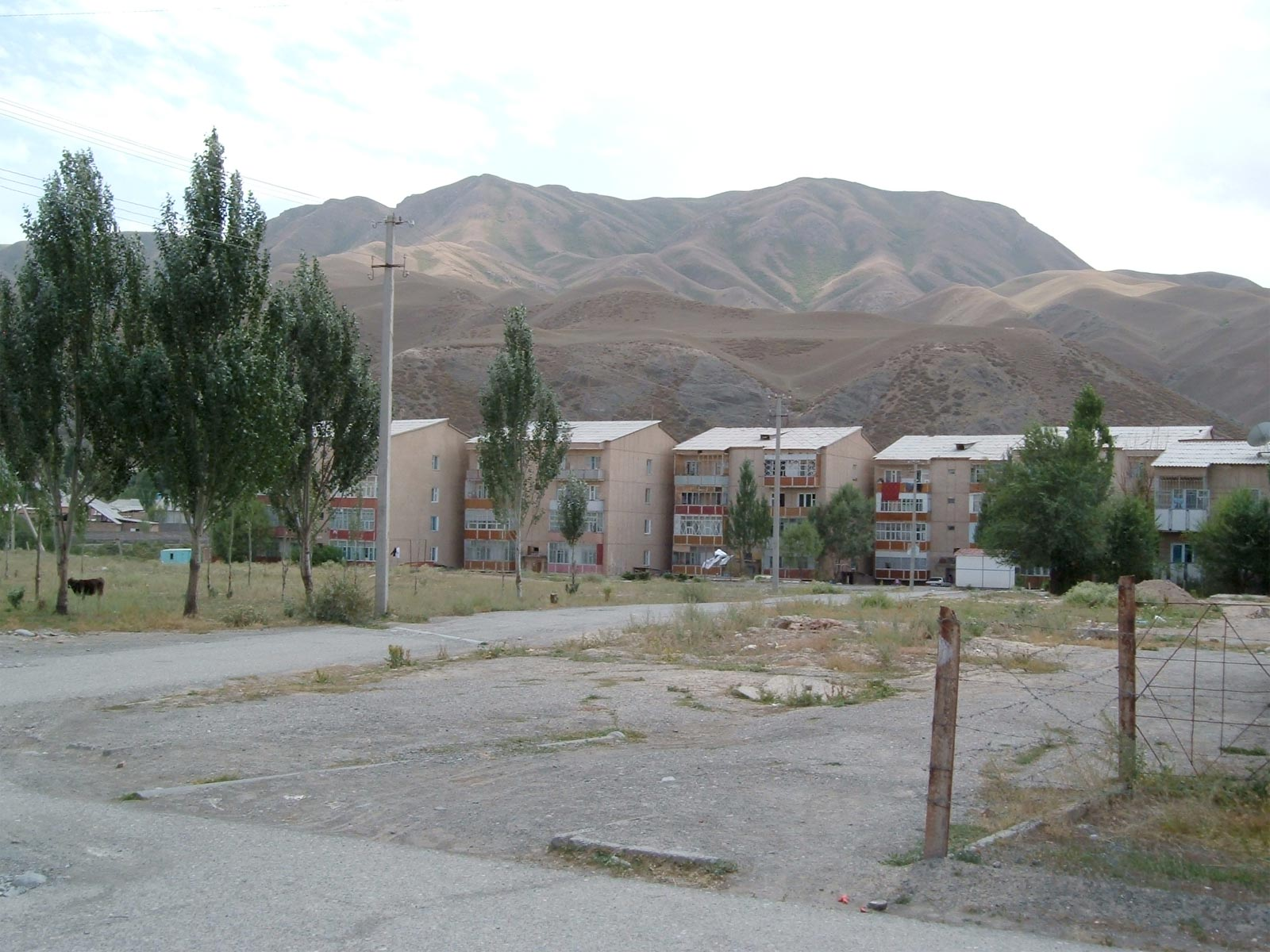
Immeubles d'habitation